# Im elektromagnetischen Feld
Im elektromagnetischen Feld ist das vierte Studioalbum (insgesamt das fünfte Album) der deutschen Rockmusikgruppe Keimzeit.

## Entstehungsgeschichte
Die Lieder wurden von Februar bis März 1998 im I.C.P. Studio in Brüssel (Belgien) aufgenommen. Zwei Monate später wurde das Album veröffentlicht.
Im elektromagnetischen Feld stellt in der Diskografie der Band den Beginn einer neuen Epoche dar: Durch die Zusammenarbeit mit dem Produzenten Franz Plasa, der auch schon die Bands Selig und Echt betreute, wendeten sich Keimzeit deutlich von ihren Bluesrock-Wurzeln ab, verzichteten auch auf südamerikanische Rhythmen, die bei Bunte Scherben noch tonangebend waren, und ließen sich von Plasa einen zeitgemäßen Rock-Sound verpassen. Drumcomputer, Loops und Gitarren-Overdubs kamen zum Einsatz, der Sound wirkt dadurch wesentlich technischer. Die Texte von Frontmann Norbert Leisegang wurden ernster und nachdenklicher – kindlich-naive oder fröhliche Zeilen fehlen völlig.
Walther Thielsch, ehemaliger Sänger von Palais Schaumburg, kümmerte sich um die Cover- und Bookletgestaltung.
Am 30. März 1998 erschien vorab die Singleauskopplung Comic-Helden. Nach einer Kurztour im April und Mai erschien das Album am 11. Mai 1998. Es erreichte Platz 32 der deutschen Charts und blieb insgesamt drei Wochen in den Top 100.

## Gastmusiker
Neben der obengenannten Besetzung beteiligten sich Frank Braun (Trompete), Daniel Busch (Horn), Frank Michiels (Percussions), Franz Plasa (zusätzliche Gitarren und Computerprogramming) und Djoum (Computerprogramming) an den Aufnahmen des Albums.

## Kritiken
- „Manch langjähriger Keimzeit-Fan dürfte beim Hören einen elektromagnetischen Schlag bekommen: Scheppernde, verzerrte Gitarren überdecken die Stimme von Norbert Leisegang, maschinelle Drum-Attacken oder lässige Hip-Hop-Grooves bestimmen den Rhythmus, es piepst, hallt und grummelt. Keine Zweifel, auch Keimzeit sucht nun den Anschluss an den Sound der späten 90er.“ (Torsten Wahl in der Berliner Zeitung vom 6. Mai 1998)

- „Norbert Leisegang und seine Jungs sind in den 90ern angekommen. Endlich. (...) 'Es war wie ein Sprung ins kalte Wasser', sagt Norbert Leisegang. 'Wir haben gestaunt, als wir ansehen mußten, daß Plasa drei Tage brauchte, um all seine Computer an den Start zu bringen.' Kein Problem. Denn: 'Musikalisch lagen wir gleich auf einer Welle.' (...) Plasas Computer zerstören nicht, sondern heben auf eine neue Ebene [...]“  (Stefan Henseke im Berliner Kurier vom 18. Mai 1998)

- „Sie ist gefloppt.' Norbert Leisegang gibt es unumwunden zu. Knapp und kommentarlos. Gemeint ist die jüngste CD, die nun auch schon wieder fast ein Jahr auf dem Buckel hat: „Im elektromagnetischen Feld“. Was soll´s. Er steht dennoch dazu, trotzig oder nicht, ihm gefällt sie. Und vielen, die eine einschneidende Änderung durchgemacht haben, 'einen Partner oder den Job verloren oder sonstwas, garantiert auch'. […] 'Wir standen vor einer Entscheidung, wir mußten mal was neues machen, wir konnten nicht immer und immer wieder das gleiche abliefern.“[2]

- Leisegang: „Wir hatten bis dato so eine Art Müsli-Chanson-Rock'n'Roll gespielt. Das war ausmusiziert, weil wir inzwischen auch andere musikalische Vorstellungen hatten. Da kam uns Plasa wie gerufen, weil er unsere Ansätze anders ausbaute. Das heißt, wir riefen ihn. Die Zusammenarbeit mit ihm läuft nicht ohne Probleme. Es gibt unglaubliche Kontroversen, denn er ist auf eine Art skrupellos. Aber Musik entwickelt sich gerade aus solchen Kontroversen. Insofern war unser Riecher, mit Plasa als Produzent über mehrere Alben arbeiten zu können, richtig.“ (Norbert Leisegang in einem Interview mit der „teleschau“ auf starecho.de)

## Titelliste
1. Gebt der Avantgarde das Licht – 2:08
2. Comic-Helden – 4:13
3. Erzähl mir von dir – 3:42
4. Getrennte Wege – 4:02
5. Salute – 3:25
6. Bceгo Xopoшeгo (B.H.) – 3:48
7. Verliebt – 4:10
8. Halbmenschen – 3:43
9. Gestern – 5:04
10. Das Projektil – 3:52
11. Ich kapituliere – 5:37
12. Reprise – 1:59